# Bump Ahead
Bump Ahead es el tercer álbum de estudio de la banda de rock estadounidense Mr. Big, publicado en 1993 por el sello Atlantic Records. El álbum alcanzó la posición No. 82 en la lista de éxitos Billboard 200.

## Lista de canciones
1. "Colorado Bulldog" - 4:13
2. "Price You Gotta Pay" - 3:56
3. "Promise Her the Moon" - 4:07
4. "What's It Gonna Be" - 3:57
5. "Wild World" - 3:28
6. "Mr. Gone" - 4:33
7. "The Whole World's Gonna Know" - 3:52
8. "Nothing but Love" - 3:46
9. "Temperamental" - 4:55
10. "Ain't Seen Love Like That" - 3:32
11. "Mr. Big" - 4:25

## Créditos
- Eric Martin – Voz
- Paul Gilbert – Guitarra
- Billy Sheehan – Bajo
- Pat Torpey – Batería